# Халлама, Яакко
Эйно Яакко Унтамо Халлама (швед. Eino Jaakko Untamo Hallama; 28 марта 1917, Куопио, Великое княжество Финляндское — 11 февраля 1996, Финляндия) — финский политик, дипломат; с 1963 по 1964 годы — министр иностранных дел Финляндии; с 1967 по 1970 годы и с 1974 по 1982 годы — посол Финляндии в СССР.

## Биография
Родился 28 марта 1917 года в Куопио, в Великом княжестве Финляндском.
С 18 декабря 1963 по 12 сентября 1964 года был министром иностранных дел Финляндии.
С 1967 по 1970 годы был послом Финляндии в СССР и Монголии, а также с 1974 по 1982 годы работал послом Финляндии в СССР и Афганистане.
С 1970 по 1974 годы работал послом Финляндии в Дании.
Скончался 11 февраля 1996 года.